# Gutshaus Ketzür
Das Gutshaus Ketzür in der Gemeinde Beetzseeheide liegt im Ortsteil Ketzür und ist ein unter Denkmalschutz stehendes Herrenhaus, welches von der Familie von Broesegke errichtet und über mehrere Jahrhunderte bewohnt wurde. Es gehörte zum Rittergut Ketzür.

## Geschichte
Im Landbuch Karls IV. wurde erstmals die Familie Broesegke auf Ketzür erwähnt. Thile Brösigke war Herr über die Ländereien und Vasall des brandenburgischen Markgrafen. Er hatte im Ort die Obergerichtsbarkeit und das Kirchenpatronat inne. „Kotzure“ beziehungsweise „Kotzüre“ hatte 26 Hufen, von denen sechs Brösigke besaß beziehungsweise bewirtschaftete. Die übrigen Hufen waren verpachtet. Daneben existierten sechs Kossätenhöfe und eine Windmühle. Pachtzins der Mühle waren drei Wispel Roggen, die Fischerei brachte fünf Schilling und der Schulze hatte das Lehnspferd für Broesegke zu unterhalten. Lehnsnehmer im benachbarten Butzow war der ebenfalls der Familie Brosegke entstammende Vasall Heinrich Bröseke, der mit Claus Butzow das Obergericht im Ort innehatte und über Ländereien verfügte.
Bis 1450 vergrößerte laut dem Schoßregister die Familie von Broesegke ihren Hof in Ketzür auf acht Hufen und noch vor 1450 hatte Claus Ruck das östlich gelegene Dorf Gortz an die Broesekes abgetreten. Claus von Brösike besaß in Gortz einen Hof mit fünf Hufen, der bis 1480 um weitere drei vergrößert wurde, sodass das Rittergut ebenfalls acht Hufen groß war. 1520 verkaufte Kurfürst Joachim I. Butzow mit allen Rechten und Einkünften für 992 Gulden und 30 Groschen an das Domkapitel Brandenburg. Auch die Lehnsfolge ging unter anderem von der Familie Brösegke auf das Domkapitel über. Spätestens ab 1541 war das Brösegkesche Gut in Ketzür innerhalb der Familie geteilt. Ebenfalls ins 16. Jahrhundert sind die Ursprünge des Gutshauses in Ketzür datiert.
Prägende Figur zu Beginn des 17. Jahrhunderts war Heino von Broesigke. Sein in der Kirche hinterlassenes Familiengroßepitaph ist Zeugnis nicht nur seiner Familie, vielleicht für den märkischen Adel allgemein. Im Schoßkataster von 1624 wurde für Ketzür zwölf bäuerliche, zwölf herrschaftliche und zwei Pfarrhufe erwähnt. Neben den herrschaftlichen Besitzungen der Familie von Brösegke besaßen in Gortz elf Hufner 24 Hufen bäuerliches Land. Daneben gab es sechs Kossäten im Ort. Infolge des Dreißigjährigen Krieges (1618 bis 1648) wurde Gortz zerstört. Es wurde etwas abseits des Beetzsees nördlich des Flachsbergs wieder errichtet. Ketzür blieb bis ins späte 17. Jahrhundert vollständig im Eigentum der Familie von Brösegke. 1684 ging jedoch ein Teil des Besitzes, durch Heirat mit Brösigke-Töchter in Ketzür an Joachim von der Hagen und seinen Nachfahren. Außerdem erhielt dieser einen Teil des ehemals brösigkeschen Herrschaftsbesitzes in Gortz. Otto von der Hagen-Schmiedeberg konnte Ketzür I nicht mehr halten, durch die Aufstücklung dieses Gutsanteiles verlor es zu Beginn 1854 in bürgerlicher Hand befindlich den Status eines richtigen Rittergutes.
Mit Beginn des 18. Jahrhunderts besuchten mehrere Generationen der Herren von Broesigke das bekannte Adelsinternat der Ritterakademie auf der Dominsel zu Brandenburg, so Hans George (1696–1736), Georg Ludwig und sein Bruder Karl Christoph (1724–1795). Letzterem als Nachfahre des Erbherrn Hans George von Brösigke, ist der auf das Jahr 1752 festgemachte große Umbau des Ketzürer Gutshauses zuzuordnen. Karl Christoph war ebenso Landrat des Havelländischen Kreises. Zu 1805 besteht eine schriftliche Schätzung des ungefähren Wertes vom Rittergut Ketzür II auf 100.000 Reichsthaler, nähere Angaben werden nicht offeriert. Letzter Brösigke als Lehnsträger war Wilhelm von Broesigke-Ketzür (1767–1824).  Im Jahr 1824 ging das Gut in Ketzür mit zwölf Hufen von der Familie von Brösigke via Erbschaft an die Familie von Rochow-Stülpe und 1836 auch das Gut in Gortz, womit die Familiengeschichte in der Gegend endete. Die Rochowschen Erben, unter ihnen der spätere General Wichard von Rochow, veräußerten die 672 ha für Ketzür und die 136 zu Gortz II nach Unterlagen im Domarchiv Brandenburg 1883.
1884 erwarb Johann Gottfried Kersten aus Vaethen das Gut. Die Familie stammte ursächlich aus dem brandenburgischen Paaren. Sein Enkel Ferdinand Erich Kersten machte eine landwirtschaftliche Ausbildung und war letzter Besitzer des Gutes vor dem Zweiten Weltkrieg.
Im Zuge der Bodenreform in der Sowjetischen Besatzungszone 1947 und 1948 wurden um Ketzür 375 Hektar landwirtschaftliche Fläche des ehemaligen Rittergutes unter der landlosen und landarmen Bevölkerung aufgeteilt und das Gutshaus enteignet. Im Gutshaus tagen der Ortsbeirat und die Gemeindevertretung.

## Bauwerk
Das alte Gutshaus der Familie von Brösegke befindet sich im Ort der Dorfkirche Ketzür gegenüber. Es ist ein relativ schlichter zweigeschossiger barocker Putzbau. An einer südlichen Auslucht ist ein Renaissancegiebel als ältestes Schmuckelement erhalten. Die Auslucht ist einem kleinen Pultdach aufgesetzt. Der Anstrich hat einen Gelbton. Die Rechteckfenster des Zentralbaus und ein fünfteiliges korbbogiges Oberlicht über dem Portal sind von weißen Faschen umrandet. Das Portal hat an den Seiten zwei Blendsäulen, die eine Überdachung halten, die die zweiflüglige Tür vom Oberlicht trennen. Auf der Rückseite befindet sich ein kleiner Anbau mit Eingang nach Süden und ein zweites, sehr schlichtes Portal mit Freitreppe zum Garten. Das Dach ist abgewalmt. Im Norden befindet sich ein Anbau, der sich äußerlich vom Hauptgebäude in zwei Punkten unterscheidet. Die Fenster dieses Gebäudeteils sind spitzbogig und er hat ein Mansarddach. Nach Norden hat dieser Anbau ebenfalls ein Portal mit steinernen Freitreppe und einem Oberlicht.

## Galerie

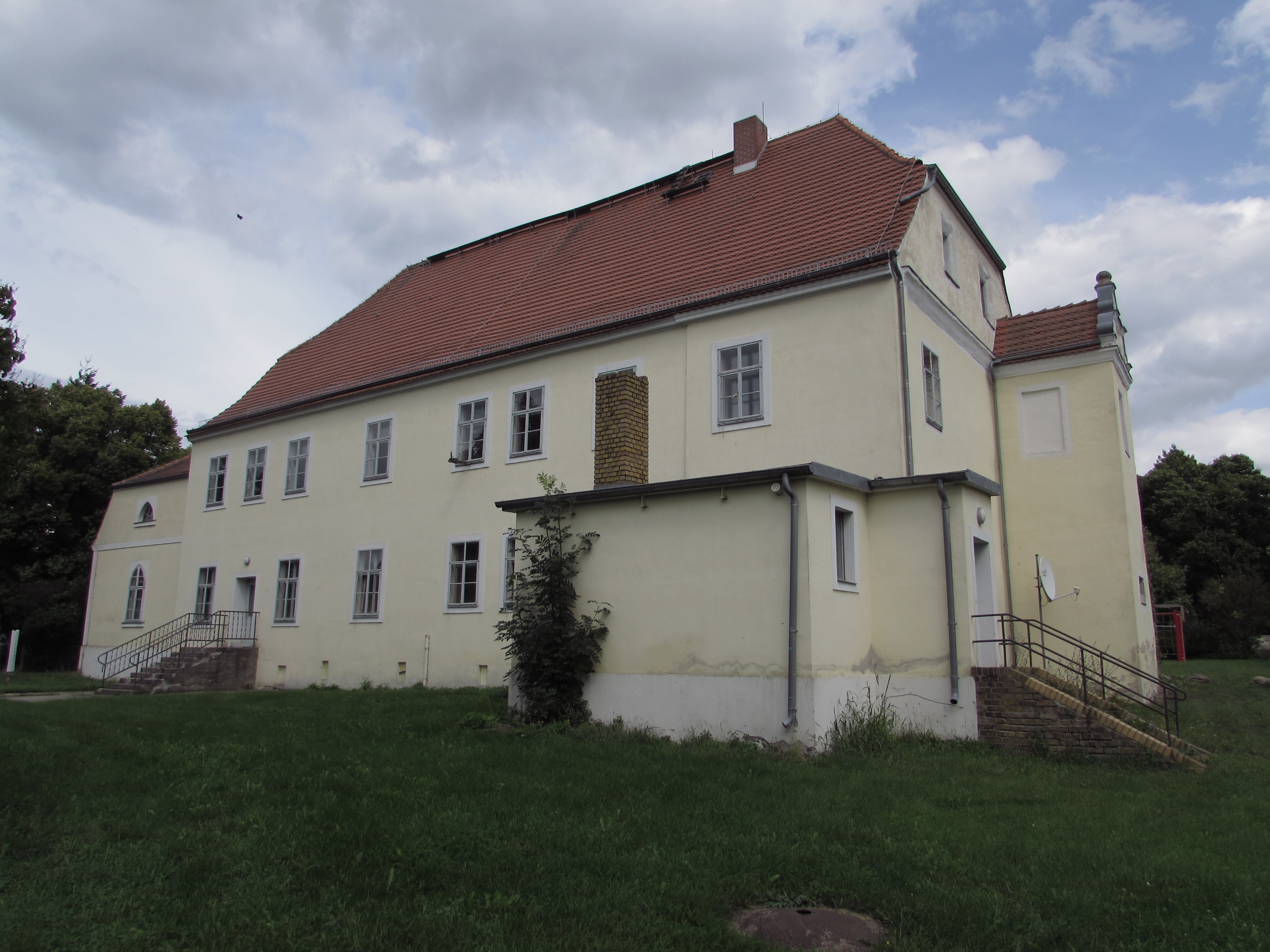
Rückseite des Gutshauses Ketzür
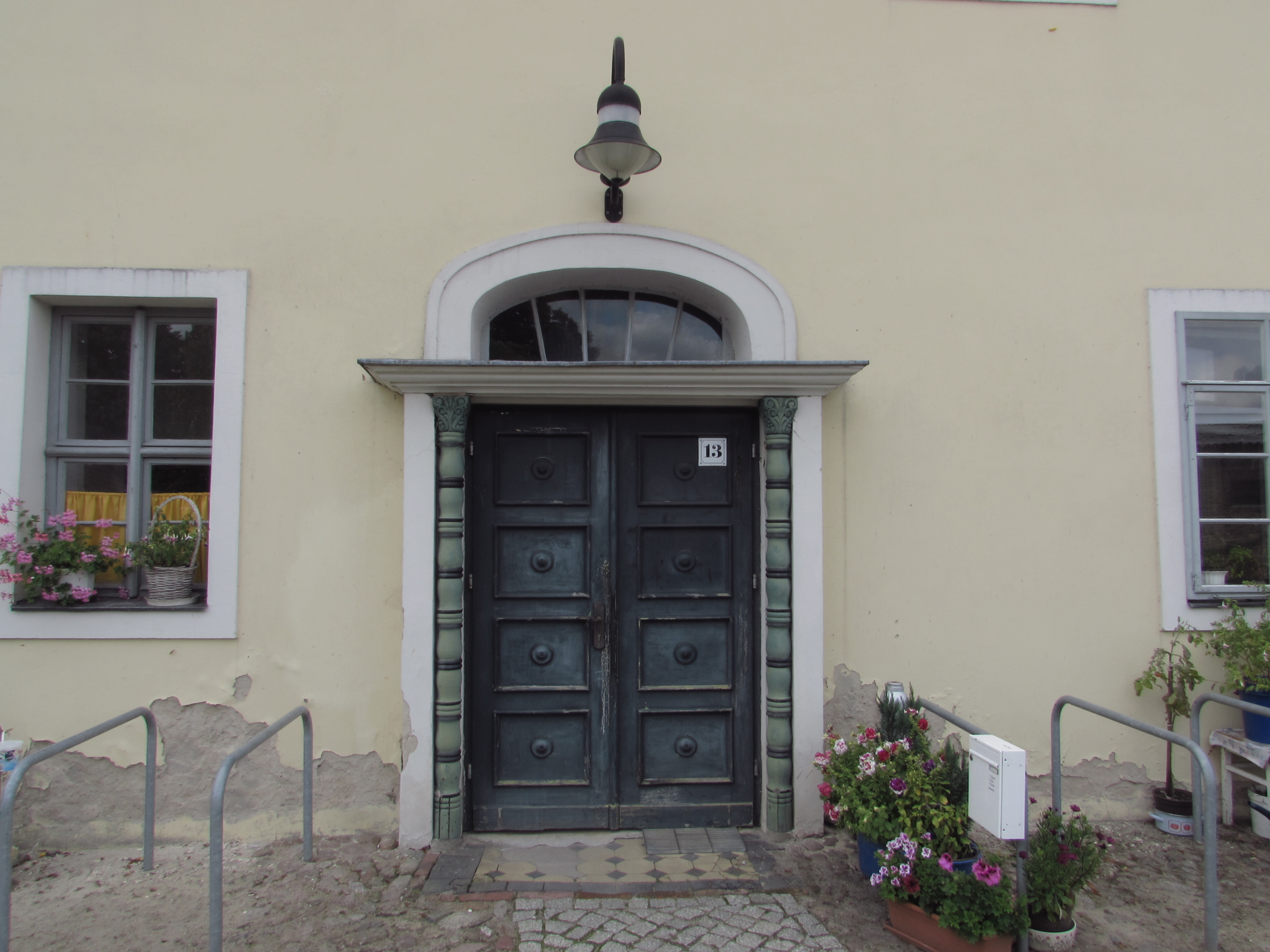
Portal des Gutshauses
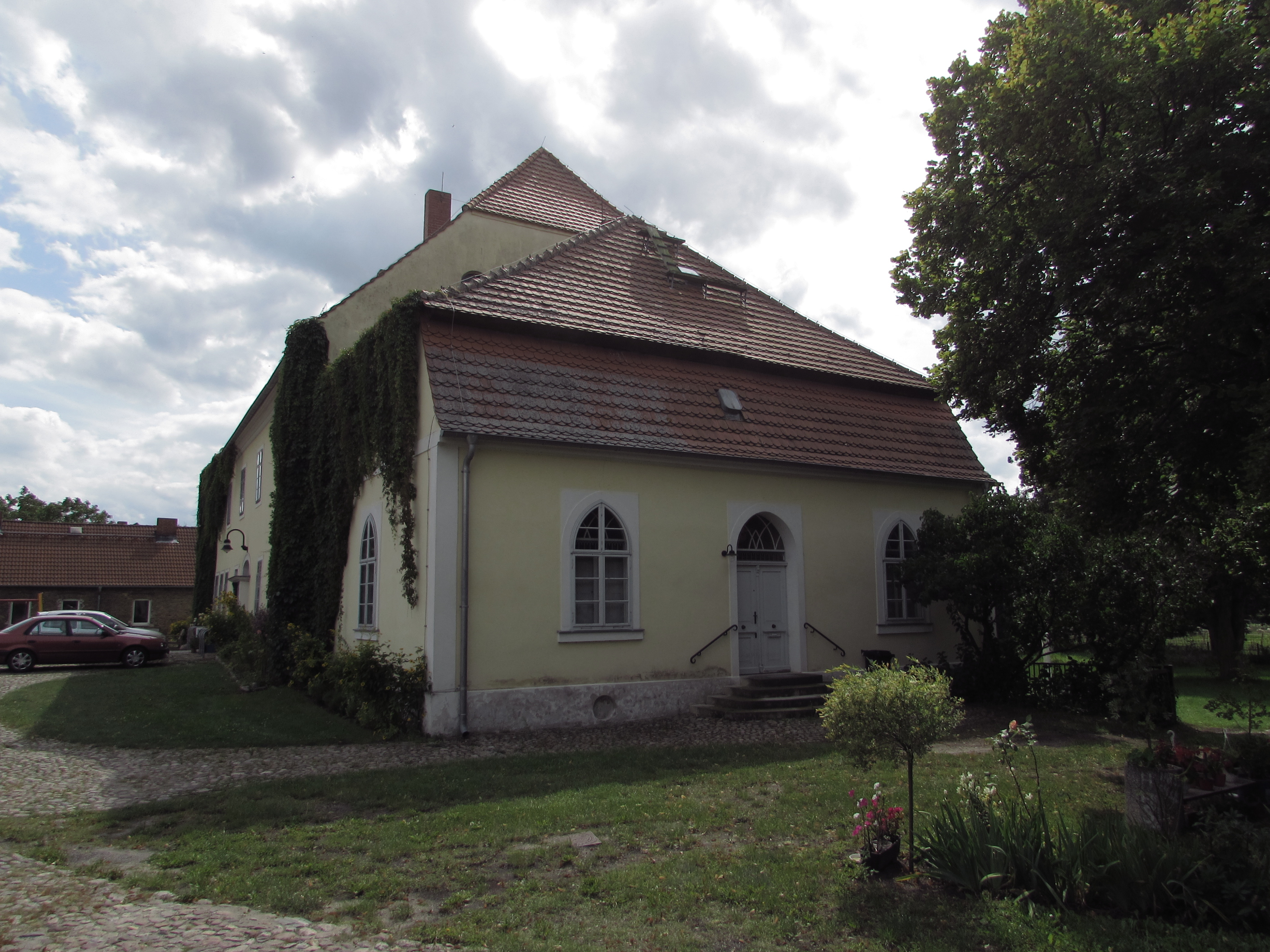
Nördlicher Anbau
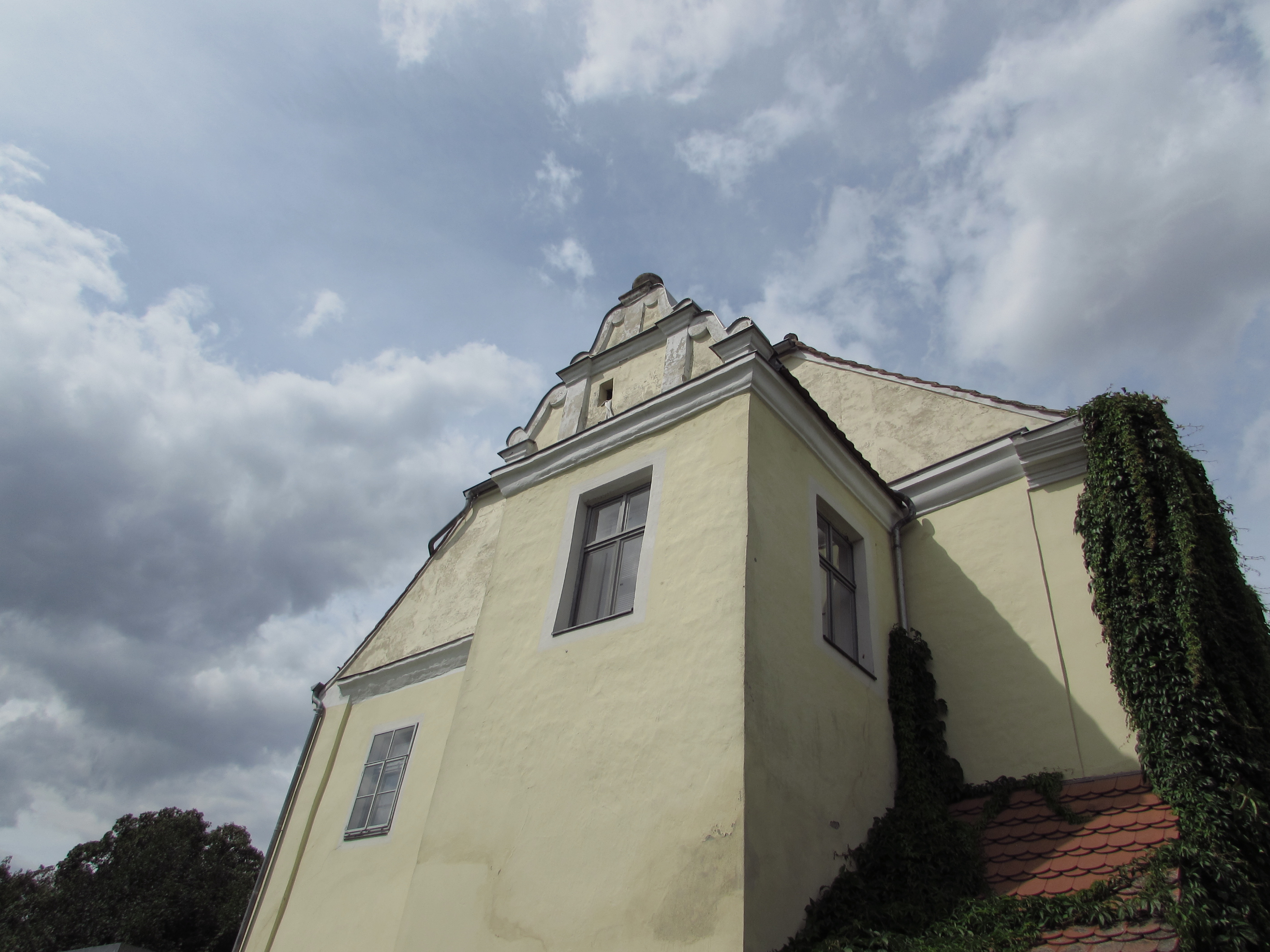
Südliche Auslucht mit Renaissancegiebel